# 赤鱲角

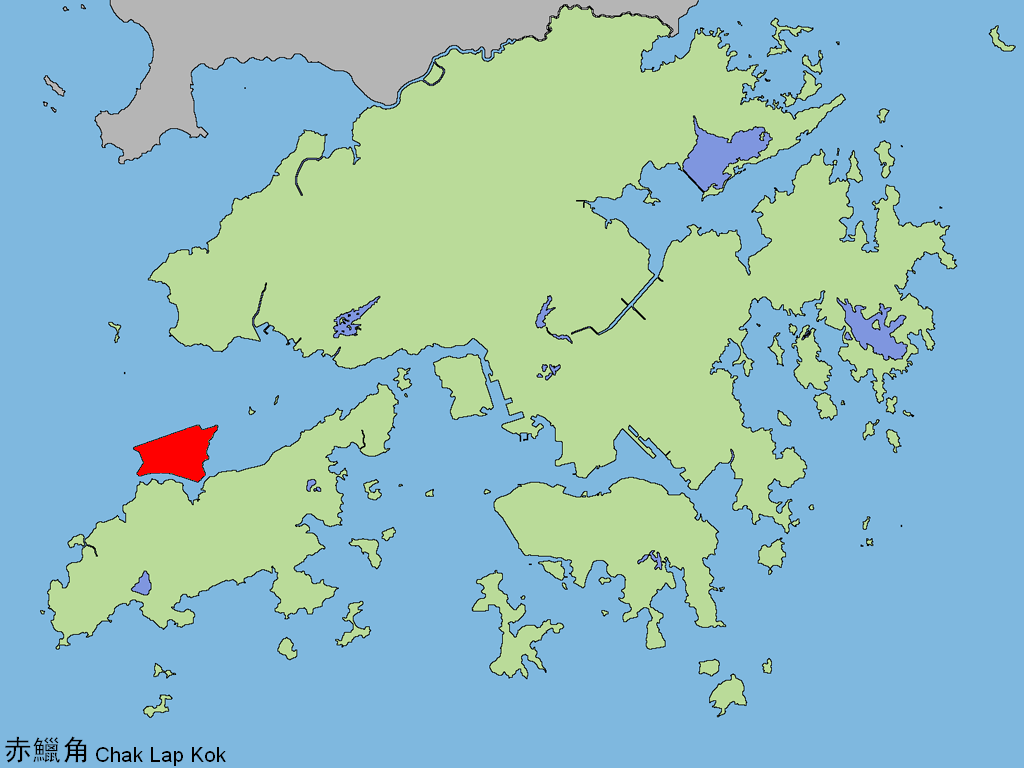
香港内の赤鱲角の位置（赤）

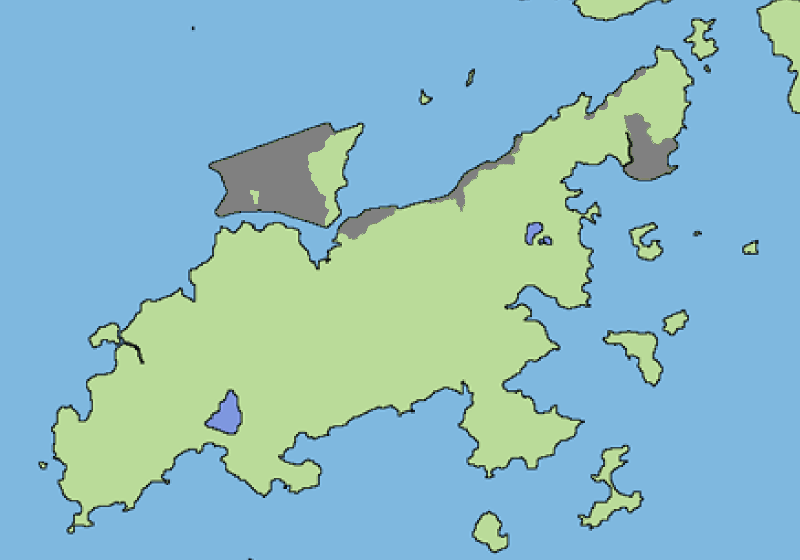
ランタオ島の埋立地（灰色）

赤鱲角（ツェックラップコック/せきろうかく）は香港西部の海域、ランタオ島東涌の以北に位置する島。

## 概要
面積 12.70 平方キロメートルは香港第4の大きさ。元々は3平方キロメートル程の小さな島だったが、1990年代に埋め立てにより拡張され香港国際空港の所在地となった。
名称は以前近海で豊富に獲れた魚類の一種「赤鱲」から。香港にのみ生息するカエルの一種で手の指ほどの大きさの「盧文氏樹蛙」は、空港建設前にラマ島に送られ、生息している。以前「赤鱲角村」という村があったが、現在は東涌に移され、赤鱲角新村と称されている。
香港政府は空港を建設する際、赤鱲角の大部分の土地を平らにし、東南側の過路湾の「観景山」が残った。観景山の山頂からは香港国際空港を発着する飛行機を眺望することができる。また、西南の欖洲は、海を埋め立てて空港を建設する際、赤鱲角と一つになった。